# Denis Antoine Marie Fouquerand
Denis Antoine Marie Fouquerand est un homme politique français né le 24 septembre 1770 à Beaune (Côte-d'Or) et mort le 20 juillet 1851 à Beaune.

## Biographie
Militaire sous l'Ancien Régime, il est administrateur municipal sous la Révolution, puis juge au tribunal de Beaune. Il est député de la Côte-d'Or de 1824 à 1827, siégeant avec la majorité royaliste.

## Sources
- « Denis Antoine Marie Fouquerand », dans Adolphe Robert et Gaston Cougny, Dictionnaire des parlementaires français, Edgar Bourloton, 1889-1891 [détail de l’édition]